# Houseshow
Als Houseshow bezeichnet man eine Veranstaltung im Wrestling, die weder im Fernsehen ausgestrahlt, noch auf DVD oder einem anderen Videomedium veröffentlicht wird und somit ausschließlich für die Besucher in der Halle gedacht ist.
In der WWE finden für jedes Roster wöchentlich mehrere Houseshows statt. Touren durch Europa bestehen mit wenigen Ausnahmen wie den mehrmaligen SmackDown!-Aufzeichnungen in England ebenfalls aus Houseshows. Auch TNA Wrestling veranstaltet seit März 2006 unregelmäßig Houseshows in Hallen außerhalb ihrer sonst (noch) ausschließlich benutzten Universal Studios. 
Da Houseshows eine ungleich kleinere Menge an Zuschauern erreichen als wöchentliche TV-Shows, werden sie in der WWE häufig für Experimente benutzt. Wrestler, die nach einer Verletzungspause zurückkehren, erarbeiten sich meistens erst in Houseshows neue Ringpraxis, bevor sie auch im TV wieder auftreten. Die Reaktion des Publikums auf geplante Turns oder Gimmickänderungen wird oft in Houseshows getestet, bevor man sie auch im TV vollzieht, wobei eine schlechte Reaktion durchaus solche Planungen durchkreuzen kann. Solche Turns, die beispielsweise durch einen Angle bei der Show selbst geschehen können, spielen selbst für die Storylines im TV keine Rolle, da üblicherweise Geschehnisse bei einer Houseshow nicht anerkannt und von der WWE nicht weiter erwähnt werden.
Höchst selten kommt es bei Houseshows zu Titelwechseln. Gelegentlich erringt ein Wrestler einen Titel bei einer Veranstaltung in seiner Heimat und muss ihn bei einer der nächsten Shows wieder abgeben – so zuletzt geschehen bei Nunzio, der in Rom WWE Cruiserweight Champion wurde und den Gürtel nur eine Woche später wieder verlor. Auf derartige Titelwechsel wird von der WWE eher selten eingegangen. Eine Ausnahme bilden verletzungsbedingte Titelwechsel. 2003 gewann Christian die WWE Intercontinental Championship bei einer Houseshow, da sich der amtierende Titelträger Booker T verletzte und umgehend eine Pause einlegen musste, man mit dem Titelwechsel also nicht bis zur nächsten TV-Show warten konnte.